# Drabinowiec mroczny
Drabinowiec mroczny, drabinowiec torfowy (Cinclidium stygium Sw.) – gatunek mchu należący do rodziny merzykowatych (Mniaceae). Dawniej klasyfikowany w rodzinie drabinowcowatych (Cinclidiaceae).

## Rozmieszczenie geograficzne
Występuje w strefie klimatów chłodnych Eurazji i Ameryki Północnej. W Polsce występuje rzadko na niżu, częściej na północy kraju.

## Morfologia

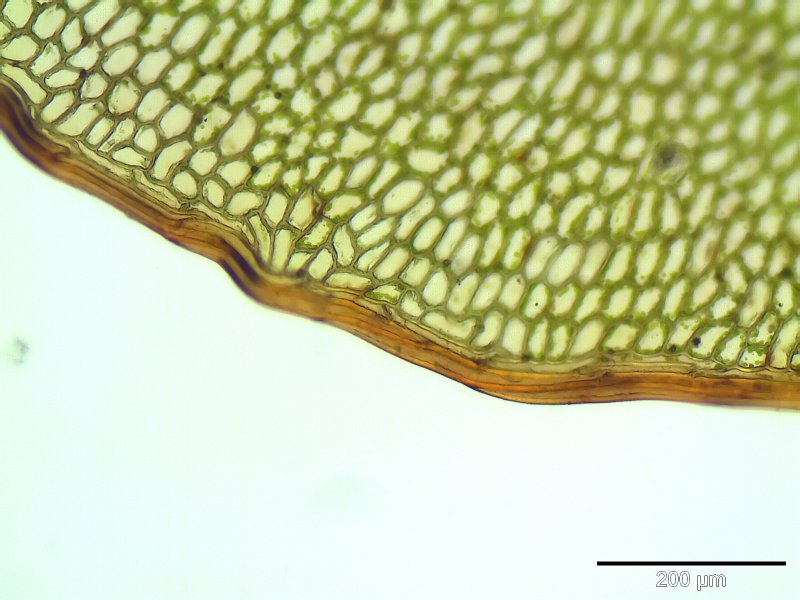
Brzeg liścia zbudowany z rzędów brązowoczerwonych komórek

PokrójRośliny o wys. do 10–12 cm, tworzy luźne bądź geste, czarniawe lub brunatne darnie
Budowa gametofituŁodygi czerwone, gęsto okryte brązowymi, gładkimi chwytnikami. Liście całobrzegie, długości 4–4,5 mm, szerokości 2,5–3,5 mm, na szczycie zaokrąglone i nagle zwężone w krótki, prosty kończyk. Brzeg liścia tworzy 2-5 rzędów brązowoczerwonych komórek. Komórki blaszki liścia porowate. Ość liścia czerwonawa.
Budowa sporofituSeta brązowawa, długości do 8 cm, puszka jajowata, zwieszająca się, brązowa, długości 3 i szerokości 1,5 mm.
Gatunki podobnePokojowo podobne i występujące w Polsce gatunki z rodziny merzykowatych nie posiadają tak długiego kończyka liścia, zaś ich darnie są przeważnie zielone.

## Biologia i ekologia
Występuje na bagnistych łąkach oraz torfowiskach niskich i przejściowych. Obecnie gatunek bardzo rzadki, ginący. Zarodnikowanie w Polsce odbywa się w lipcu i sierpniu.

## Ochrona
Roślina objęta w Polsce ścisłą ochroną gatunkową od 2004 roku.